# C. Tangana
Antón Álvarez Alfaro (Madrid, 16 de julio de 1990), más conocido por su nombre artístico C. Tangana, es un  rapero, compositor, cantante, actor y director de cine español. En su carrera como cantante ha trabajado diversos géneros como rap, trap, pop, nuevo flamenco y reguetón.
Comenzó su carrera musical en 2006 bajo el seudónimo de Crema, siendo integrante del grupo Agorazein junto con Sticky M.A. (antes conocido como Manto), Jerv.agz y Fabianni. Se coronó en 2017  con su hit «Mala mujer», producido por Alizzz (doble Disco de platino), al que le seguirían éxitos como «Llorando en la limo» (Disco de platino) y «Bien duro» (Disco de oro). Es coautor de la canción «Malamente» interpretada por su expareja Rosalía, trabajo que recibió en el año 2018 dos premios Grammy Latinos.
En diciembre de 2024, debutó en el cine como director con “La guitarra flamenca de Yerai Cortés”, un documental emocional y narrativo que explora el flamenco, presentado en el Festival de Cine de San Sebastián.Con él ganó el Premio Goya Mejor película documental 2025, y el Premio Goya Mejor canción original, con el tema Los almendros. 

## Biografía
Nacido en Madrid en 1990 es hijo de Antón Álvarez Muñoz, anteriormente periodista y cofundador de la agencia de comunicación Evercom, y de Patricia Alfaro Águila-Real, que fue profesora de infantil. Tiene una hermana menor llamada Ana. Es descendiente de gallegos por parte paterna, siendo su padre de Vigo, el cual se mudó a Madrid para ir a la universidad. Su madre nació en Ifni y tiene orígenes andaluces. Creció alrededor de los distritos de Latina y Carabanchel, aunque luego, acabaría mudándose con su familia a Pozuelo de Alarcón.
Estudió en el Colegio «San Viator» de Madrid hasta terminar bachillerato, y posteriormente inició la carrera de Filosofía en la Universidad Complutense de Madrid. Durante su educación secundaria comenzó a adentrarse en el mundo del freestyle, dándose a conocer bajo su pseudónimo Crema y empezando a circular sus maquetas entre los jóvenes atraídos por el rap urbano underground.

## Carrera musical
En mayo de 2008 presentó su primera maqueta de título Agorazein, cuando destacaban en la música rap los artistas Nach, Mala Rodríguez, Violadores del Verso, Toteking, El Chojin o SFDK.
El artista madrileño reaparecería en 2011 bajo su nuevo nombre C. Tangana. Previamente ya había hecho colaboraciones con otros músicos y cantantes del movimiento independiente, pero esta nueva aventura musical de la mano de su banda Agorazein le valdría tanto malas críticas como elogios y nuevos adeptos interesados en los nuevos sonidos y proyectos que tenía en mente el rapero, que trabajaba en el Pans and Company de la Gran Vía de Madrid y en un call center de Vodafone mientras componía nuevos temas.
En diciembre de 2012 estrenó LO▼E'S, considerado por él mismo como su mejor trabajo hasta entonces. A partir de esta publicación, y tras unos meses actuando en salas con su grupo y dando entrevistas a pequeños medios, decidió aislarse en su casa del barrio de Pueblo Nuevo sin internet ni televisión. Estuvo trabajando para una editorial literaria, dedicaba buena parte de su tiempo libre a ir al gimnasio y pasó más de un año desmotivado, pensando que la música nunca más sería un objetivo. Fruto de todos esos meses de trabajo fue el tema «Alligators», publicado en la primavera de 2014.
A nivel mediático, reapareció en abril de 2015 y dio un giro respecto a su modo de comunicarse a través de los medios. Comprendiendo que un artista se está interpretando continuamente a sí mismo, apostó fuertemente por iniciar una performance separando su vida personal de su personaje C. Tangana, comenzando una fuerte actividad en redes sociales en todo lo relativo al marketing, la comunicación y la exposición del artista, con cada uno de sus movimientos aparentemente calculados con antelación, y dando luz finalmente en octubre de 2015 a su trabajo 10/15, en el que empleó instrumentales del artista canadiense Drake.
Al año siguiente, dio sus primeros conciertos en Latinoamérica bajo su nuevo alter ego, continente donde ya se había labrado cierto reconocimiento durante su etapa con Agorazein. En el verano de 2016 llegó su mayor éxito comercial hasta el momento posicionándose como n.º 1 en Spotify España con la canción «Antes de morirme» en la que colaboró con la artista flamenca Rosalía y el productor Alizzz, quien sería su mejor socio musical en los años venideros.
Tras el éxito cosechado en la C. Tangana Latino Tour acontecida en 2017, se anunció oficialmente su firma con el sello discográfico Sony Music. Junto a dicha discográfica lanzó su hit mundial «Mala Mujer», número uno en España que ocupó las primeras posiciones en las listas virales de Spotify de diferentes países de Europa y de América Latina. La canción fue nombrada canción del verano de 2017 y obtuvo el doble disco de platino, primera certificación de la carrera de C. Tangana. En marzo de 2018 es portada de la revista Neo2. El éxito de su álbum Ídolo con canciones como «De Pie» o «No te pegas» lo colocaron como uno de los mayores exponentes de la música urbana en España, publicando al año siguiente su mixtape Avida Dollars, igualmente alabado por la crítica. El 21 de junio de 2018 sacó a luz su hit «Bien Duro», aspirando así a ocupar las mismas posiciones en lo más alto de las listas musicales del país. El sencillo fue todo un éxito, coronándose nuevamente como una de las canciones del verano y siendo certificado disco de oro en España. El 22 de agosto de 2018 actuó en Starlite Festival colgando el primer sold out de tantos hasta el momento. El caché adquirido por la estrella madrileña le llevó a colaborar con numerosos de artistas extranjeros, como la cantante estadounidense Becky G con el lanzamiento del tema «Booty» el 24 de octubre del mismo año (certificado disco de platino en la Billboard Latino de Estados Unidos), el MC de baile funk MC Bin Laden con el sencillo «Pa' Llamar Tu Atención» y la chilena Paloma Mami con su éxito de ventas «No te debí besar», disco de platino en España y disco de oro en Estados Unidos y México.
C. Tangana inició el año 2020 con el tema «Yelo», contando nuevamente con la colaboración del productor musical Alizzz. También lanzó a finales del mismo mes un nuevo sencillo junto a la cantante dominicana Natti Natasha, titulado «Viene y Va». El artista madrileño publicó el 23 de abril la canción «Nunca Estoy», adelantando además que tenía pensado sacar a la luz un nuevo EP para mayo de ese mismo año, con el nombre de Bien:(. A principios de octubre anunció a través de sus redes sociales que dio positivo por coronavirus. Un par de días más tarde se hizo oficial el lanzamiento de su sencillo «Demasiadas mujeres», adelanto de su nuevo disco, El Madrileño. Antón Álvarez batiría un nuevo récord de reproducciones de la mano de El Niño de Elche y la cantante sevillana La Húngara con su último tema «Tú me dejaste de querer», alcanzando el número uno en las listas musicales españolas y siendo certificado como disco de oro.
Su primer tema de 2021 sería la canción «Comerte Entera», una bossa nova acompañada por el reconocido guitarrista brasileño Toquinho. El vídeo musical del sencillo se encuentra dirigido por la productora Little Spain y cuenta con Bárbara Lennie como protagonista principal. El 26 de febrero del mismo año lanzaría oficialmente El madrileño, todo un éxito de ventas que llegaría a superar las 5 millones de reproducciones en Spotify en menos de 24 horas. El álbum contaría además con la participación de un gran número de estrellas invitadas, entre ellas los artistas sudamericanos Jorge Drexler y Andrés Calamaro, el cantautor mexicano Ed Maverick, el músico español Kiko Veneno, la banda franco-española Gipsy Kings o el reconocido guitarrista y vocalista Eliades Ochoa, antiguo integrante de la agrupación cubana Buena Vista Social Club, entre muchos otros.
En abril de 2021 lanza «Me maten» junto a Antonio Carmona como parte de la serie Tiny Desk Concert, los conciertos creados por la radio pública estadounidense NPR, siendo grabado en la Casa Carvajal en Madrid, la misma donde se rodó gran parte del videoclip de la canción «Comerte entera». No exento de polémica tras la publicación de una imagen promocional para su canción del verano «Yate», C. Tangana anunció en septiembre del mismo año la presentación de su primera colección de ropa propia, junto a la marca española propiedad de Inditex Bershka. El año 2021 finalizó con El madrileño siendo el disco más vendido en España y con la publicación de «Ateo» junto a la cantante argentina Nathy Peluso, certificado disco de platino.
C. Tangana inauguró 2022 con El Madrileño (La Sobremesa), una reedición del álbum anterior que incluye varias canciones y temas inéditos, entre ellos el sencillo promocional «La Culpa», junto a los artistas Omar Montes, Daviles de Novelda y Canelita. En este mismo año se embarca en su primera gran gira musical a nivel internacional, Sin Cantar ni afinar Tour 22′, actuando en varios festivales españoles de renombre como el Starlite Festival de Marbella, el Sónar de Barcelona o el Arenal Sound de Burriana (Castellón), así como en otras ciudades como Londres, Ciudad de México, Santo Domingo, Bogotá, Santiago de Chile, Buenos Aires y Sesimbra, en Portugal.
En la primavera de 2023, Álvarez lanzó el tema inédito «Estrecho / Alvarado» para promocionar la reedición de su mixtape Avida Dollars. Asimismo, se anunció que estaba trabajando en el nuevo himno centenario del Real Club Celta de Vigo. La canción, cantada íntegramente en gallego y que lleva como título «Oliveira Dos Cen Anos», fue publicada el 6 de julio del mismo año.

En octubre de 2023 estrena su documental Esta ambición desmedida, tras su preestreno en el Festival de Cine de San Sebastián. Dirigido por Santos Bacana, Cris Trenas y Rogelio González, cuenta con la producción de Little Spain y Movistar Plus+. En el mismo, se muestra la primera grabación de su último disco en Cuba, la conceptualización del espectáculo, los ensayos y sus conciertos por toda España y Latinoamérica. Al año siguiente, el patronato de Fundación Coral Casablanca de Vigo acuerda nombrar al artista madrileño componente de honor de la formación musical.

## Estilo musical e influencias
Su primer contacto con el rap fue a través del disco Ill Communication de Beastie Boys y la película Fear of a Black Hat, tal y como menciona en su tema «Diez años». En dicho tema afirma igualmente que su interés por el mundo de la música tuvo lugar a los ocho años, a través del casete de Michael Jackson «They Don't Care About Us». Entre sus influencias ha mencionado el If You're Reading This It's Too Late de Drake y a artistas como Pharrell Williams o Kanye West, destacando de estos su capacidad y tendencia para innovar y captar la atención del público. Sin embargo, en varias ocasiones ha manifestado que escucha música de todos los estilos y que de todo consigue obtener algo interesante. Su influencia no procede de músicos concretos, sino de movimientos musicales que acoge en sus trabajos, afirmando que su música va cambiando a razón de las nuevas tendencias musicales que le suscitan mayor interés.
Durante su etapa con Agorazein se caracterizó por el empleo de ritmos y melodías que desprendían tristeza y rebeldía propias de la adolescencia. Los sonidos suaves de C. Tangana pasaron a ser tan importantes como la voz, otorgándole un tratamiento sonoro que ha logrado mantener conforme defiende la parte más creativa de su música. Visualmente también rompió los esquemas tradicionales del hip-hop de España al alejarse de la estética reinante en la mayoría del mundo del rap hispano, donde todavía presentaban el orgullo de la clase obrera propia de los suburbios frente a las multinacionales, la ropa de marca y el éxito y el dinero que rodeaban a la clase media-alta donde se crio y creció C. Tangana.

## Crítica
La repentina irrupción de C. Tangana dentro del panorama musical español con su aclamado sencillo «Mala Mujer» provocó una oleada de críticas por parte de diversos miembros del gremio, acusándolo de vendido. Además, en sus canciones opta por transmitir ideales individualistas, y a veces ciertos medios de comunicación han interpretado frases suyas como machistas. Respecto a sus opiniones políticas, explicó que «no creo en la democracia representativa» y se ha pronunciado en contra de la monarquía y a favor de la absolución del rapero Valtònyc.

### Polémicas
La inclusión de C. Tangana dentro de la escena mainstream española ha generado una serie de controversias y beefs con varios artistas del mismo mundo, como el mantenido con Kaydy Cain y el más conocido, con la banda valenciana Los Chikos del Maíz. Tras el estreno del videoclip «Alligators» en marzo de 2014, donde C. Tangana hacía publicidad de la marca Lacoste, la agrupación de rap lanzó en septiembre «Tú al gulag y yo a California», en la que se burlaban del artista madrileño por el patrocinio de dicha marca. El 17 de marzo de 2015 C. Tangana agredió a Nega, uno de los integrantes del grupo, durante un concierto en Madrid. Meses más tarde, el madrileño confirmó en su tema «Nada» cómo se desarrolló la pelea, y confesó en una entrevista para el programa Vodafone yu que se arrepentía del puñetazo. Dentro del conflicto también se vio involucrado el entonces político Pablo Iglesias, quien apoyó a Nega.
En mayo de 2016 Los Chikos del Maíz sacaron «Los pollos hermanos», una nueva canción donde atacaban al madrileño. A las cuatro horas se publicó el tema de C. Tangana «Los chicos de Madriz». Una vez pasada toda la polémica, C. Tangana declaró en Seven Star Radio que Los Chikos del Maíz hacen negocio de la imagen revolucionaria de izquierdas. Alegó que el grupo se recrea en ideas que no aportan nada nuevo y que su música es publicidad de un sector reducido de la población. Ese mismo año C. Tangana sacó el sencillo «Llámame más tarde», junto a la cantante, y entonces pareja, Rosalía. Sin embargo, tras su ruptura y el lanzamiento de «Brillo» de la catalana en colaboración con J Balvin, la canción fue dada de baja en todas las plataformas. Actualmente solo se puede escuchar en canales no oficiales.
También en 2016 y junto con las giras compartidas entre Agorazein y Pedro Ladroga, se publicó un remix del tema de Pedro «ke kiere ase», que cantaban juntos en las giras.[cita requerida] El motivo de la disputa se formó dos años más tarde, cuando Pedro Ladroga expuso en público que "no le copias a Kanye, me copias a mí"[cita requerida] cosa que al parecer molestó bastante a C. Tangana, ya que el remix fue borrado de todas las plataformas. A pesar de todo, parece que la disputa está algo más calmada, ya que en 2020 C. Tangana participó en el álbum FANTASYA de Pedro con el tema «Encima mía», aunque sí que es cierto que el propio C. Tangana no lo llegó a publicitar a través de las redes sociales.
Una de las polémicas más sonadas, y con gran repercusión en los medios de comunicación, fue la que tuvo lugar en verano de 2018, enfrentándolo al rapero granadino Yung Beef, miembro de PXXR GVNG. Durante su participación en el Primavera Sound de Barcelona se celebró una rueda de prensa donde participaron varios artistas que encabezaban la cartelera del festival, incluyendo a ambos cantantes. En una de las preguntas, los dos músicos opinaron y expusieron sus divergencias respecto a las formas de entender la industria musical actual. Las numerosas declaraciones vertidas por Antón durante el debate le empujaron a sacar un nuevo tema titulado «El Rey Soy Yo/I Feel Like Kayne», donde arremete en una línea contra Yung Beef, afirmando que: "Si yo hablo, Sony ficha a Fernandito". Fernando Gálvez, nombre real de Yung Beef, le dedicó poco tiempo después «Yes indeed / I feel like Kim K-RIP Pucho», tema al que C. Tangana respondió un poco más tarde con su canción «Forfri», que curiosamente publica bajo su antiguo pseudónimo "Crema".
En 2018, en la novena gala de Operación Triunfo presentó su nuevo sencillo «Un veneno»; tras finalizar su actuación, decidió irse sin atender a una posterior entrevista en directo por parte del presentador Roberto Leal, lo que despertó cierta polémica. En el verano de 2019, C. Tangana fue vetado de un concierto en las fiestas de la Semana Grande de Bilbao por el Ayuntamiento de Bilbao debido a sus letras machistas. El artista madrileño se defendió afirmando que no hacía discursos para educar a la gente, exponiendo además su intención de organizar un concierto gratuito "en contra la censura institucional" para el mismo día en que estaba programado el anterior. Algún político como el entonces ministro de cultura José Guirao se pronunció sobre el tema: "Aunque creo en la libertad de expresión, al estar relacionado con temas de género, entiendo que haya reticencias".
El lanzamiento del sencillo «Ateo» junto a la cantante argentina Nathy Peluso, cuyo vídeo musical se rodó en el interior de la Catedral de Toledo, desencadenó varias críticas por parte de los sectores más conservadores de la Iglesia católica, emitiendo un comunicado en el que desaprueban el vídeo y piden perdón a todos los fieles "que se han sentido justamente heridos por el uso indebido de un lugar sagrado". Por su parte, el deán de la catedral primada de Toledo Juan Miguel Ferrer justificó su decisión de autorizar la grabación afirmando que "el vídeo presenta la historia de una conversión mediante el amor humano". Pocos días después, el deán presentó su dimisión. Así mismo, varios fieles se dieron cita en el exterior del templo para llevar a cabo un rezo colectivo con el objetivo de "reparar" lo ocurrido.

## Cine
C. Tangana debutó en el cine con la película Un año, una noche de Isaki Lacuesta con el papel de Héctor, que narra la fatídica noche de los Atentados de París de noviembre de 2015, más concretamente el sucedido en la discoteca Bataclán. Su incorporación a la película fue anunciada en febrero de 2021, siendo estrenada un año después en el Festival Internacional de Cine de Berlín. Álvarez protagonizó en 2023 Esta ambición desmedida, un documental dirigido por Santos Bacana, Cris Trenas y Rogelio González, que narra los preparativos de su gira promocional del disco El Madrileño. La cinta fue nominada en la 38.ª edición de los Premios Goya en la categoría de "mejor película documental".
En 2024 decidió incursionar por primera vez en la dirección cinematográfica, al frente del documental La guitarra flamenca de Yerai Cortés, estrenada en diciembre del mismo año.Resultó ganadora del Premio Goya Mejor película documental 2025 y del Premio Goya Mejor canción original, con el tema Los almendros, compuesta, además de Antón Álvarez, por Yerai Cortés y La Tania.    También ganó por ese trabajo la Medalla del Círculo de Escritores Cinematográficos Largometraje documental 2025 y la Medalla del Círculo de Escritores Cinematográficos Música 2025, junto a  Yerai Cortés. 

## Vida personal
Desde el 2020 mantiene una relación con la fotógrafa chilena Rocío Aguirre. Álvarez es aficionado del Real Club Celta de Vigo, al igual que su padre, nativo de la ciudad del club.

## Discografía
Desde que comenzó su carrera en el año 2006, C. Tangana, lanzó una gran cantidad de proyectos musicales, sin embargo, estos se contabilizan únicamente desde el uso profesional de su seudónimo, por lo que el artista publicó cinco álbumes de estudio, dos extended play y dos mixtapes.

### Álbumes de estudio
- 2011 - Agorazein presenta... C. Tangana
- 2012 - LO▼E'S
- 2017 - Ídolo
- 2018 - Avida Dollars
- 2021 - El Madrileño
- 2022 - El Madrileño (La Sobremesa)

### EPs
- 2014 - Trouble + Presidente
- 2020 - Bien:(

### Mixtapes
- 2015 - '10/15

### Himnos
- 2023 - Oliveira Dos Cen Anos Himno del centenario del Real Club Celta de Vigo

## Filmografía
- Un año, una noche (2022), dirigida por Isaki Lacuesta. Personaje: Héctor.
- Esta ambición desmedida (2023), dirigida por Santos Bacana, Cris Trenas y Rogelio González. Documental musical.
- La guitarra flamenca de Yerai Cortés (2024), director.

## Premios y nominaciones
Premios Goya
| Año  | Categoría                 | Producción                           | Resultado |
| ---- | ------------------------- | ------------------------------------ | --------- |
| 2025 | Mejor película documental | La guitarra flamenca de Yerai Cortés | Ganador   |
| 2025 | Mejor canción original    | «Los almendros»                      | Ganador   |

Medallas del Círculo de Escritores Cinematográficos
| Año  | Categoría                     | Producción                           | Resultado |
| ---- | ----------------------------- | ------------------------------------ | --------- |
| 2024 | Mejor director novel          | La guitarra flamenca de Yerai Cortés | Nominado  |
| 2024 | Mejor música                  | La guitarra flamenca de Yerai Cortés | Ganador   |
| 2024 | Mejor largometraje documental | La guitarra flamenca de Yerai Cortés | Ganador   |